# Van Holkema

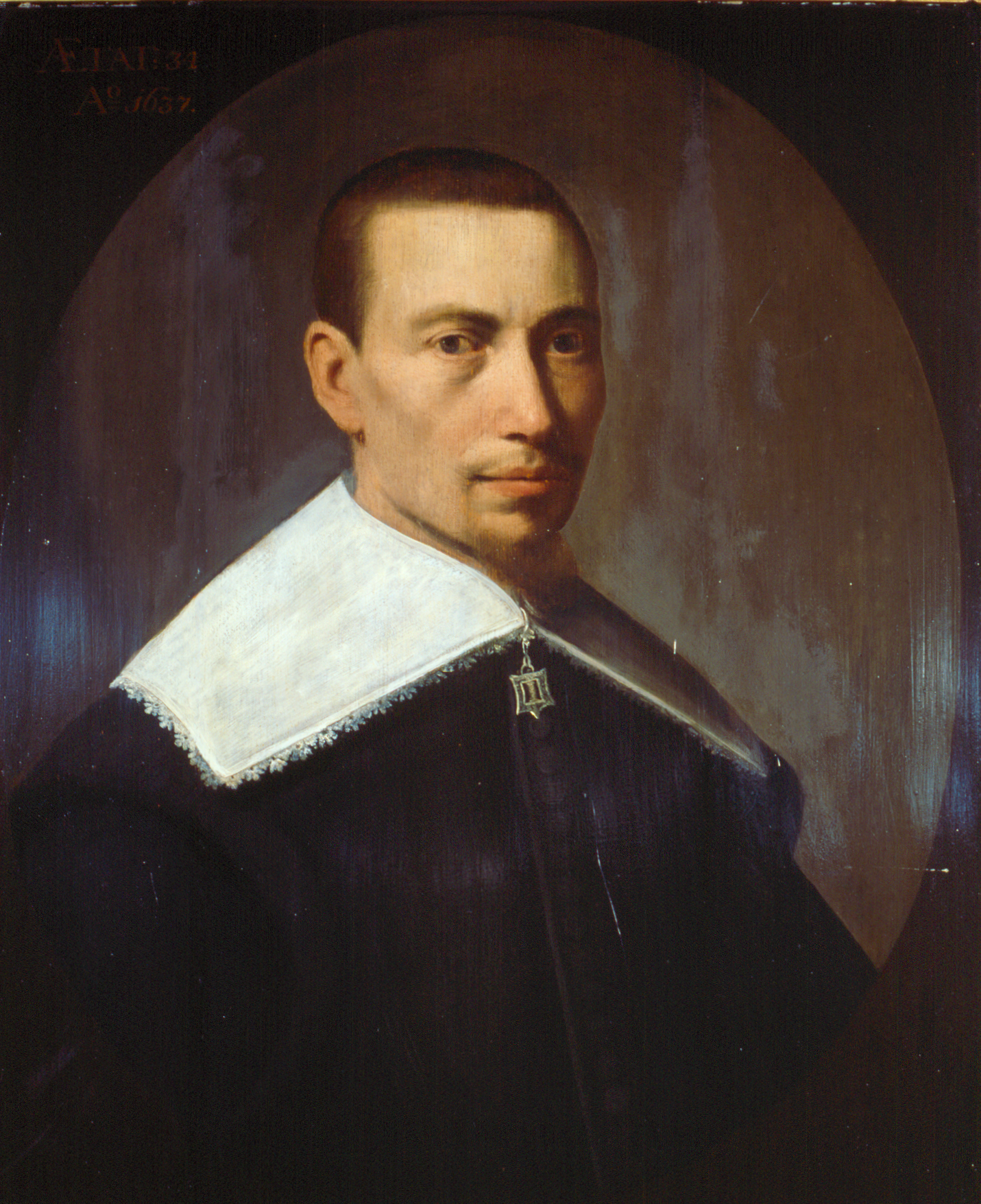
Gysbert Japicx, in 1637 geschilderd door Matthijs Harings

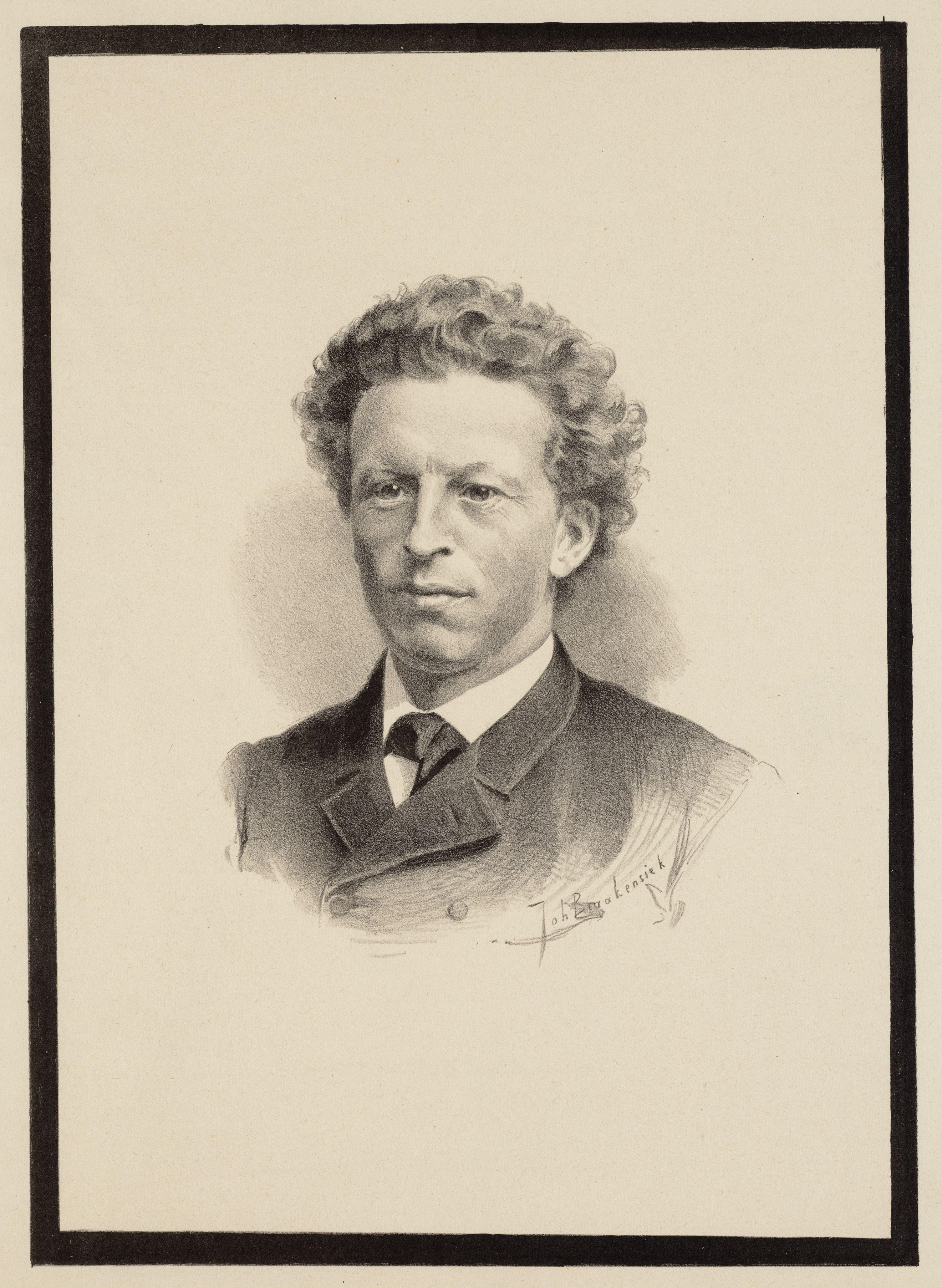
Tjomme van Holkema (1843-1891) (tekening door Johan Braakensiek, 1891)

Van Holkema is een van oorsprong Fries geslacht dat een bekende schrijver, predikanten en de uitgevers van Van Holkema & Warendorf leverde. 

## Geschiedenis
De stamreeks begint met Jacob Gijsberts Holckema (1579-1655) die burgemeester van Bolsward was. Vanaf de vijfde generatie traden predikanten op. In 1878 werd Tjomme van Holkema (1843-1891) grondlegger van de uitgeverij Van Holkema & Warendorf, waarvan ook zijn zoon directeur en vennoot werd. In 1987 overleed de laatste telg van het in het Nederland's Patriciaat van 1951 opgenomen geslacht.

### Wapenbeschrijving
Gedeeld: I. in goud een Friese adelaar; II. doorsneden: a. in goud een zwarte A; b. in blauw een gouden eikel. Helmteken: een uitkomend hert van natuurlijke kleur. Dekkleden: goud en blauw.

## Enkele telgen
Jacob Gijsberts Holckema (1579-1655), burgemeester van Bolsward
- Gysbert Japicx (1603-1666), letterkundige
- Willem Jacobs Holckema (1609-1663), koopman
  - Frans Holckema (1647-?), chirurgijn te Sneek
    - Pytter Holckema (†na 1724), meester blok- en mastmaker
      - Ds. Frans (Franciscus) Holckema (1703-1764), predikant
        - Ds. Pytter (Petrus) Holckema (1746-1818), predikant
          - Ds. Franciscus Holkema (1778-1843), predikant
            - Ds. Petrus Holkema (1806-1890), predikant
            - Ds. Arjen Buwalda van Holkema (1811-1891), predikant
              - Tjomme van Holkema (1843-1891), uitgever en oprichter Van Holkema & Warendorf
                - Arjen Buwalda van Holkema (1873-1953), uitgever Van Holkema & Warendorf
                  - Maria Coletta Jacoba van Holkema (1902-1986); trouwde in 1923 met Ferdinand Cornelis Daniel Mari Rauwenhoff (1896-1979), assuradeur en telg uit het geslacht Rauwenhoff
                  - Catharina Sophia van Holkema (1904-1959); trouwde in 1928 met Balthazar Heldring (1900-1964), directeur cacao- en chocoladefabriek en telg uit het geslacht Heldring
                  - Johanna Jacoba van Holkema (1908-1987), laatste telg vermeld in het Nederland's Patriciaat

Geslachten die opgenomen zijn in het sinds 1910 verschijnende genealogische naslagwerk Nederland's Patriciaat. Lijst volgens opgave van het CBG Centrum voor familiegeschiedenis.
A · B · C · D · E · F · G · H · I · J · K · L · M · N · O · P · Q · R · S · T · U · V · W · Y · Z